# Saison 2016 de la Première ligue de soccer du Québec
Navigation
PLSQ 2015 PLSQ 2017
La saison 2016 de Première ligue de soccer du Québec est la cinquième édition de la compétition.

## Liste des clubs participants
| \| Blainville Gatineau Lanaudière Longueuil Mont-Royal Lakeshore Fury \| Localisation des clubs engagés dans le championnat. |
| Blainville Gatineau Lanaudière Longueuil Mont-Royal Lakeshore Fury                                                           |

| Club                    | En PLSQ depuis | Classement 2015 | Budget (en M€) | Entraîneur          | Depuis | Stade                 | Capacité |
| ----------------------- | -------------- | --------------- | -------------- | ------------------- | ------ | --------------------- | -------- |
| CS Mont-Royal Outremont | 2013           | 1er             |                | Luc Brutus          |        | TMR Recreation Centre |          |
| CS Lakeshore            | 2015           | 2e              |                | Bill Sedgewick      | 2015   | Collège John Abbott   |          |
| AS Blainville           | 2012           | 3e              |                | Jean-Pierre Ceriani |        | Blainville Park       |          |
| CS Longueuil            | 2013           | 4e              |                | Anthony Rimasson    |        | Laurier Park          |          |
| Fury d'Ottawa           | 2012           | 5e              |                | Darko Buser         |        | Collège Algonquin     |          |
| FC Lanaudière           | 2016           | 6e              |                | Andrew Olivieri     | 2016   |                       |          |
| FC Gatineau             | 2013           | 7e              |                | Nabil Aouadi        |        | Mont-Bleu Field       |          |

## Compétition

### Championnat

#### Règlement
Le classement est calculé avec le barème de points suivant : une victoire vaut trois points, le match nul un. La défaite ne rapporte aucun point.
Les critères de départage  se présentent donc ainsi :
1. plus grand nombre de points ;
2. plus grande différence de buts générale ;
3. plus grand nombre de buts marqués ;
4. plus grand nombre de buts marqués à l'extérieur ;

#### Classement général
| Rang | Équipe                    | Pts | J  | G  | N | P  | Bp | Bc | Diff |
| ---- | ------------------------- | --- | -- | -- | - | -- | -- | -- | ---- |
| 1    | CS Mont-Royal Outremont T | 44  | 18 | 6  | 6 | 6  | 30 | 29 | +1   |
| 2    | AS Blainville C           | 37  | 18 | 11 | 4 | 3  | 45 | 18 | +27  |
| 3    | CS Lakeshore              | 27  | 18 | 7  | 6 | 5  | 25 | 21 | +4   |
| 4    | FC Gatineau               | 22  | 18 | 6  | 4 | 8  | 18 | 30 | -12  |
| 5    | CS Longueuil              | 17  | 18 | 4  | 5 | 9  | 27 | 41 | -14  |
| 6    | FC Lanaudière             | 15  | 18 | 4  | 3 | 11 | 22 | 43 | -21  |
| 7    | Fury d'Ottawa             | 14  | 18 | 4  | 2 | 12 | 20 | 38 | -18  |

Qualifications nationales
Coupe inter-provinciale de soccer du Canada 2016
- 1er : Qualifié

Abréviations
- T : Tenant du titre
- C : Vainqueur de la Coupe du Québec

Source : http://www.tsisports.ca/soccer/ligue/l_classam.aspx